# Алмонте
Алмонте (шп. Almonte) град је у Шпанији у аутономној заједници Андалузија у покрајини Уелва. Према процени из 2017. у граду је живело 23 223 становника.

## Становништво
Према процени, у граду је 2017. живело 23 223 становника.
| 2017.  |
| ------ |
| 23.223 |

## Партнерски градови
- Санлукар де Барамеда
- Сере
- Мајами Бич
- Farsia
- Baler
- Ла Естрада